# Anthony Jung
Anthony Jung (La Vila Joiosa, 3 novembre 1991) è un calciatore tedesco, difensore del Werder Brema. Dal 1º luglio 2025 sarà un nuovo giocatore del Friburgo.

## Carriera

### Club
Ha giocato nella prima divisione tedesca ed in quella danese.

## Palmarès

### Club

#### Competizioni nazionali
- Campionato danese: 1

Brøndby: 2020-2021
- Coppa di Danimarca: 1

Brøndby: 2017-2018